# De Amore
De Amore és l'obra més coneguda d'Andreu el Capellà, fou escrita el segle xii, entre els anys 1174 i 1186 a petició de Maria de Champagne. Aquesta obra és considerada un manual d'interpretació de l'amor cortès que dona a conèixer l'amor com a nucli central de a vida medieval.
Andreu el Capellà, divideix el seu tractat d'amor en tres llibres, enfocant el tema de forma pareguda a l'Ars Amandi d'Ovidi, obra basada en la seducció de l'època romana i en el qual Andreu el Capellà es va inspirar.
L'autor divideix l'obra en tres llibres:

## Primer llibre
En el primer llibre hi trobem la introducció al tractat de l'amor. L'autor comença definint el que ell considera que és l'amor, origen de la cortesia i del bé, ens proposa una visió de les manifestacions de l'amor cortès, amor passional inspirat bàsicament en la bellesa femenina que desemboca cap a un desig obsessiu a través dels sentits. Analitza les estratègies, lleis i principis de l'amor, en forma de tractat necessari per a comprendre i conèixer les característiques principals de l'amor cortès.

## Segon llibre
En el segon llibre s'hi exposa com mantenir l'amor. Exposa tot allò que és necessari una vegada iniciat el procés amorós, per a mantenir i conservar, a més a més de com s'ha de fet per augmentar-lo, també avisa dels perills de la desaparició de l'amor i les formes d'evitar que això succeeixi. Aquest segon llibre, és el més important dels tres pel seu con tingut, ja que recull els pilars essencials de l'amor cortès i tot allò que han de dur a terme els amants.

## Tercer llibre
En el tercer Llibre es reflecteix la reprovació. És contradictori amb els dos primers llibres, ja que l'autor condemna i rebutja el que s'hi ha exposat. Descriu a la dona com un ésser menyspreable, enfocat des d'un punt de vista misògin, cerca dificultar l'afecte natural que tenen els homes cap a les dones.